# Eubleekeria kupanensis
Eubleekeria kupanensis är en fiskart som först beskrevs av Arika Kimura och Peristiwady 2005.  Eubleekeria kupanensis ingår i släktet Eubleekeria och familjen Leiognathidae. Inga underarter finns listade i Catalogue of Life.